# Ostrowskia magnifica
Ostrowskia magnifica ist die einzige Art aus der Gattung Ostrowskia in der Familie der Glockenblumengewächse (Campanulaceae). Sie ist Zentralasien verbreitet. Der Gattungsname ehrt einen russischen Minister des 19. Jahrhunderts: Michail Nikolaevic Ostrowski (Ostrovskij) (1827–1901).

## Beschreibung
Ostrowskia magnifica ist eine ausdauernde, krautige Pflanze, mit knollenbildenden Wurzeln, ihre Laubblätter stehen in Wirteln. Die großen, gestielten Blüten stehen in endständigen, pyramidenförmigen Rispen. Der Kelch ist meist siebenzählig, es kommen jedoch auch Blüten mit fünf- bis neunzähligen Kelchen vor. Die Krone ist groß, schüssel- oder trichterförmig und blass violett oder weiß gefärbt. Sie ist mit meist sieben, oder aber fünf bis neun Kronlappen besetzt, die kürzer als die Kronröhre sind. Die Staubfäden der meist sieben (beziehungsweise fünf bis neun) Staubblätter sind an der Basis verbreitert. Die Staubbeutel sind dreimal so lang wie die Staubfäden, an der Spitze sind sie stachelspitzig. Die Pollenkörner sind mit sechs- oder sieben Falten versehen. Der Fruchtknoten besteht aus meist sieben (beziehungsweise fünf bis neun) Fruchtblättern.
Die Frucht ist eine Kapsel, sich die seitlich durch mehrere langgestreckte, in der Mitte oder unterhalb der Spitze befindliche Schlitze öffnet. Die Samen sind schmal geflügelt.

## Vorkommen
Die Art kommt in Kirgisistan und Tadschikistan vor.